# Chon (groupe)
Pour les articles homonymes, voir Chon.
Chon (parfois stylisé CHON) est un groupe américain de rock progressif et math rock, originaire d'Oceanside, en Californie. Leur musique est largement instrumentale avec seulement quelques chansons contenant des performances vocales. Le groupe est composé de Mario Camarena (guitare), Erick Hansel (guitare), Esiah Camarena (basse) et Nathan Camarena (batterie).

## Histoire

### Débuts
En 2008, ils ont commencé à publier des démos via Internet. En 2010, le groupe a commencé une brève pause, mais s'est réuni en 2011 pour enregistrer deux nouvelles chansons, "O.G." et "Breathe". Ils reviennent en 2013 avec la sortie de leur premier EP intitulé Newborn Sun. En 2014, Chon sort son deuxième EP, intitulé Woohoo! et s'est lancé dans deux tournées nationales consécutives avec Animals as Leaders.

### Départ de Pelisek
En décembre 2014, Chon signe avec le label Sumerian Records et annonce la sortie de son premier album l'année suivante. Le 5 février 2015, le groupe a annoncé que son premier album intitulé Grow serait publié en mars 2015. Le 5 mars, le groupe a créé sa chanson Can't Wait de l'album via Red Bull. Ils sortent l'album le 24 mars. Huit jours avant, le groupe s'est lancé dans une tournée de 27 dates pour soutenir Circa Survive,. Le 16 décembre 2015, Chon a annoncé sa première tournée complète en tête d'affiche aux États-Unis, intitulée Super Chon Bros Tour, avec les groupes d'accompagnement Polyphia et Strawberry Girls. Ils ont affiché complet, durant tous les concerts de la tournée.[source insuffisante] Chon était également un groupe d'ouverture lors de la tournée Sonic Unrest, avec la tête d'affiche Periphery et les groupes Sikth et Toothgrinder.
Le 8 novembre 2015, Chon a déclaré via son fil Twitter qu'ils s'étaient séparés de Drew Pelisek en raison de «différences artistiques».[source insuffisante] Cela a également été confirmé par Drew sur un compte personnel[source insuffisante].

### Deuxième album et suites
Ils enregistrent leur deuxième album Homey avec Anthony Crawford à la basse. Depuis le départ de Pelisek, Chon a eu 3 bassistes en tournée, dont le bassiste original Esiah Camarena, qui a joué de la basse lors de la tournée Journey's Unplugged. Esiah est revenu en tant que membre à plein temps du groupe après sa participation au Robot With Human Hair Vs. Tournée de Chonzilla avec Dance Gavin Dance.
Le 7 juin 2019, Chon a sorti son troisième album éponyme complet, sous Sumerian Records.
Le 16 mai 2022, Mario et Erick ont annoncé que le groupe était en pause via leur serveur Discord,[source insuffisante].

## Équipement
Chon endorse les guitares Ibanez et les sangles de guitare Overdrive Straps. Le guitariste Mario Camarena joue actuellement sa guitare signature Ibanez, la MAR10, qui est basée sur un prototype de la série Ibanez AZ en rose avec un pickguard blanc. Auparavant, il utilisait le prototype rose en plus d'un prototype Ibanez AZ blanc qui est devenu un modèle AZ Prestige régulier, ainsi qu'un Ibanez RG652fx avec un imprimé floral personnalisé (y compris une version noire de Yoshi, que Mario utilise comme son personnage principal du jeu vidéo Super Smash Bros. ), et une Ibanez S5521Q. On pouvait aussi souvent le voir jouer sur une Ibanez RG personnalisée créée par Seth Hollander.
Avant l'album Homey de Chon, Mario utilisait un amplificateur à tubes Vox AC30 et un Fender Super Sonic mais est maintenant passé à un amplificateur Matchless. Erick Hansel joue principalement sa guitare signature Ibanez, la EH10, qui est basée sur la série Ibanez AZ. Auparavant, il utilisait un prototype Ibanez AZ bleu foncé, un RG652FX avec un trempage de peinture personnalisé, un RG321MH (sur les premiers albums et performances) et un Ibanez Talman Prestige. Récemment, Erick a été vu avec un Vox AC30 ou un amplificateur Matchless. Les premiers travaux de Chon étaient connus pour éviter en grande partie l'utilisation de pédales d'effets, mais le groupe a depuis commencé à expérimenter intensivement les pédales pendant le processus d'écriture de Homey,.

## Style musical et influences
Au début, le groupe était influencé par des groupes de métal tels que Necrophagist et le groupe post-hardcore The Fall of Troy, mais le groupe a également répertorié des pianistes tels que Hiromi Uehara, Tigran Hamasyan et Alex Argento comme influences dans leur son. La musique de Chon a été notée[Par qui ?] pour son utilisation d'harmonies complexes avec un fort accent sur les accords étendus, ainsi que les signatures temporelles et les polyrythmies impaires typiques du genre rock progressif. Leur deuxième album, Homey, a vu le groupe incorporer des éléments de trip-hop et de musique électronique, qui peuvent être entendus dans des morceaux tels que "Nayhoo".

## Membres

### Membres actuels
- Mario Camarena - guitares (depuis 2008)
- Nathan Camarena - batterie (depuis 2008)
- Erick Hansel - guitares (depuis 2008), chant (depuis 2016)
- Esiah Camarena - basse (2008-2010, depuis 2016)

### Anciens membres
- Drew Pelisek - basse, chant (2012-2016)

### Membres en tournée
- Brandon Ewing - basse (2016, Super Chon Bros Tour)
- Summer Swee-Singh - claviers, chef d'orchestre, chant (2018, Holiday Tour)

### Membres du studio
- Anthony Crawford - guitare basse (2017-présent)
- Brian Evans - batterie (2015-présent)

## Discographie

### Albums studio
- 2015 : Grow (Sumerian Records)
- 2017 : Homey (Sumerian Records)
- 2019 : Chon (Sumerian Records)

### EP
- 2013 : Newborn Sun (auto-publié)
- 2014 : Woohoo ! (auto-publié)

### Démos
- 2008 : Chon (auto-publié)

### Singles
- 2015 : Story (Sumerian Records)
- 2015 : Splash (Sumerian Records)
- 2017 : Sleepy Tea (Sumerian Records)
- 2017 : Waterslide (Sumerian Records)
- 2017 : Nayhoo (avec Masego et Lophiile) (Sumerian Records)
- 2019 : Peace (Sumerian Records)
- 2019 : Petal (Sumerian Records)
- 2019 : Pitch Dark (Sumerian Records)